# إسحاق روبرتس هوكينز
إسحاق روبرتس هوكينز (بالإنجليزية: Isaac Roberts Hawkins)‏ هو قاضي ومحامي وسياسي أمريكي، ولد في 16 مايو 1818 في مقاطعة موري في الولايات المتحدة، وتوفي في 12 أغسطس 1880 في هانتينغدون في الولايات المتحدة. حزبياً، نشط في الاتحاد والحزب الجمهوري. وقد انتخب عضو مجلس النواب الأمريكي.